# Saison 1 de Midnight, Texas
Chronologie
Saison 2
Cet article présente les dix épisodes de la première saison de la série télévisée américaine Midnight, Texas.

## Distribution

### Acteurs principaux
- François Arnaud : Manfred Bernardo
- Dylan Bruce : Bobo Winthrop
- Parisa Fitz-Henley (en) : Fiji Cavanaugh, sorcière
- Arielle Kebbel : Olivia
- Jason Lewis : Joe Strong
- Sarah Ramos : Creek, serveuse
- Peter Mensah : Lemuel, un vampire
- Yul Vazquez : Révérend Emilio Sheehan
- Sean Bridgers : le shérif

## Liste des épisodes

### Épisode 1:Bienvenue à Midnight
- États-Unis /  Canada : 24 juillet 2017 sur NBC / Global
- France: 7 novembre 2017 sur Syfy France

- États-Unis : 3,57 millions de téléspectateurs[1] (première diffusion)
- Canada : 873 000 téléspectateurs[2] (première diffusion + différé 7 jours)

### Épisode 2:Nuit Fauve
- États-Unis /  Canada : 31 juillet 2017 sur NBC / Global
- France: 7 novembre 2017 sur Syfy France

- États-Unis : 3,29 millions de téléspectateurs[3] (première diffusion)
- Canada : 848 000 téléspectateurs[4] (première diffusion + différé 7 jours)

### Épisode 3:Lemuel Unchained
- États-Unis /  Canada : 7 août 2017 sur NBC / Global
- France: 14 novembre 2017 sur Syfy France

- États-Unis : 3,06 millions de téléspectateurs[5] (première diffusion)
- Canada : 767 000 téléspectateurs[6] (première diffusion + différé 7 jours)

### Épisode 4:La beauté du Diable
- États-Unis /  Canada : 14 août 2017 sur NBC / Global
- France: 14 novembre 2017 sur Syfy France

- États-Unis : 3,19 millions de téléspectateurs[7] (première diffusion)
- Canada : 1,006 million de téléspectateurs[8] (première diffusion + différé 7 jours)

### Épisode 5:Les fantômes du passé
- États-Unis /  Canada : 21 août 2017 sur NBC / Global
- France: 21 novembre 2017 sur Syfy France

- États-Unis : 2,85 millions de téléspectateurs[9] (première diffusion)
- Canada : 934 000 téléspectateurs[10] (première diffusion + différé 7 jours)

### Épisode 6:La lumière divine
- États-Unis /  Canada : 28 août 2017 sur NBC / Global
- France: 21 novembre 2017 sur Syfy France

- États-Unis : 3,37 millions de téléspectateurs[11] (première diffusion)
- Canada : 726 000 téléspectateurs[12] (première diffusion + différé 7 jours)

### Épisode 7:Un cœur d'ange
- États-Unis /  Canada : 4 septembre 2017 sur NBC / Global
- France: 28 novembre 2017 sur Syfy France

- États-Unis : 2,93 millions de téléspectateurs[13] (première diffusion)
- Canada : 920 000 téléspectateurs[14] (première diffusion + différé 7 jours)

### Épisode 8:Dernière tentation à Midnight
- États-Unis /  Canada : 11 septembre 2017 sur NBC / Global
- France: 28 novembre 2017 sur Syfy France

- États-Unis : 2,52 millions de téléspectateurs[15] (première diffusion)
- Canada : 921 000 téléspectateurs[16] (première diffusion + différé 7 jours)

### Épisode 9:Le voile s'ouvre
- États-Unis /  Canada : 13 septembre 2017 sur NBC[17] / Global
- France: 5 décembre 2017 sur Syfy France

- États-Unis : 2,45 millions de téléspectateurs[18] (première diffusion)
- Canada : 776 000 téléspectateurs[16] (première diffusion + différé 7 jours)

### Épisode 10:L'ultime sacrifice
- États-Unis /  Canada : 18 septembre 2017 sur NBC / Global
- France: 5 décembre 2017 sur Syfy France

- États-Unis : 2,72 millions de téléspectateurs[19] (première diffusion)
- Canada : 868 000 téléspectateurs[20] (première diffusion + différé 7 jours)